# Freya chapare
Freya chapare is een spinnensoort in de taxonomische indeling van de springspinnen (Salticidae).
Het dier behoort tot het geslacht Freya. De wetenschappelijke naam van de soort werd voor het eerst geldig gepubliceerd in 2001 door María Elena Galiano.